# Un invito a pranzo
Un invito a pranzo è un cortometraggio muto del 1907 o del 1912 diretto da Enrico Guazzoni.

## Trama
Il signor Stout è molto lusingato dall'invito a cenare a casa di un amico. Dopo essersi procurato un enorme bouquet, arriva ricevendo un cordiale benvenuto dal suo ospite e dalla sa famiglia. Dopo il pranzo si scopre che i bambini gli hanno fracassato il cappello e riempito d'acqua le tasche del cappotto.